# Union Valley
Union Valley è una città della contea di Hunt, Texas, Stati Uniti. La città è stata incorporata nel 2007. La popolazione al censimento del 2010 era di 307 abitanti.

## Geografia fisica
Secondo lo United States Census Bureau, ha un'area totale di 1,79 mi² (4,64 km²).

## Società

### Evoluzione demografica
Secondo il censimento del 2010, la popolazione era di 307 abitanti.

### Etnie e minoranze straniere
Secondo il censimento del 2010, la composizione etnica della città era formata dall'86,0% di bianchi, il 3,9% di afroamericani, lo 0,3% di nativi americani, lo 0,3% di asiatici, lo 0,0% di oceanici, il 7,8% di altre razze, e l'1,6% di due o più etnie. Ispanici o latinos di qualunque razza erano il 12,7% della popolazione.